# Иберы
Ибе́ры (лат. Hibērī, греч. Ἴβηρες) — народ, живший на территории современной Испании, примерно с 1-го тысячелетия до н. э. Говорили на вымершем иберском языке.

## Происхождение
Согласно различным гипотезам, иберы:
- мигрировали из Восточного Средиземноморья;
- мигрировали из Северной Африки;
- потомки носителей археологических культур Эль-Аргар и Мотильяс;
- являлись кельтами.

Иберы жили вдоль средиземноморского побережья Испании, в Андалусии, Мурсии, Валенсии и Каталонии. Они также оказали влияние на культуру кельтов северно-центральной части полуострова (кельтиберы).
Обладали навыками обработки металлов, включая бронзу, и земледелия. Позже иберы образовали более целостное государство, с городами и социальным устройством. Торговали металлом с Финикией, Грецией, Карфагеном.

## История
Первые упоминания об иберах были сделаны греческими колонистами в VI веке до н. э. Они также называли иберами и другой народ, известный как иберы Кавказа, образовавшие государство Иберия (греч. Ἰβηρία, лат. Hiberia) в Восточной Грузии (Картли) на рубеже IV—III вв. до н. э., часто упоминаемое античными и византийскими авторами. Достоверно неизвестно, есть ли какая-либо связь между этими народами или это простое совпадение. В любом случае иберы Пиренейского полуострова стали контактировать с греками гораздо раньше своих кавказских тёзок. Финикийцы создали свою первую колонию на Пиренейском полуострове в 1100-х годах до н. э. и, соответственно, контактировали при этом с иберами. От финикийцев они научились письму и впоследствии разработали письменность для своего языка. Позднее иберы добавили в свою письменность элементы греческого алфавита.
Иберскую письменность дешифровал в 1941 году Мануэль Гомес-Морено.
В XIX веке появляется теория «Лигуро-иберского субстрата», основанная на общности доримской топонимики на восточном побережье Испании, на Корсике и в Лигурии. Сторонниками данной теории, которая имеет поддержку и в настоящее время, были такие известные лингвисты, как Пауль Кречмер, Жубэнвиль и др.

## Внешнее влияние
Кельты появились в Испании в начале I тысячелетия до н. э. Со временем кельтская культура стала основной на западе и севере территории современной Испании, а на юге иберийская культура осталась доминирующей. В центре Испании культуры смешались, и там образовались так называемые кельтиберы.
Иберы и кельтиберы активно вели торговлю с другими народами Средиземноморья. Иберийские керамические изделия были найдены во Франции, Италии и в Северной Африке. Они также поддерживали тесные связи с греками, и даже обменивались знаниями. Например, иберы переняли у греков некоторые художественные навыки. Статуи «Дама из Басы» и «Дама из Эльче» показывают весьма неплохие навыки иберийских мастеров.
Иберы и кельтиберы за короткое время между Первой и Второй Пунической войнами были подчинены Карфагену и пополнили армию Ганнибала. Позже римляне завоевали Пиренеи и медленно подавили все местные культуры и языки.

## Галерея
- Скульптура «Дама из Эльче», сделанная иберами (IV век до н. э.)
- Скульптура «Дама из Басы», сделанная иберами
- Некоторые сосуды клада из Вильены
- Воин из Мохенте. Статуэтка хранится в Музее доисторических времён Валенсии
- Иберийский солдат
- Древний серебряный сосуд из Сокровища Тивиссы, ок. 500 г. до н. э. Археологический Музей Каталонии[англ.]
- Иберийский рельеф, Мавзолей Позо Моро[англ.], VI век до н. э., показывающий хеттское влияние
- Иберия во время Второй Пунической войны, показывающая недолговечные карфагенские (жёлтые) и римские (красные) территории и союзников
- Всадник из иберийской керамики, Аликанте
- Властелин лошадей, Вильяркос (Альмерия), Археологический музей Каталонии, Барселона
- Иберийская фальката
- Палеоиспанские языки согласно надписям (кроме аквитанского — согласно антропонимам и теонимам, использованным в латинских надписях)
- Иберийские надписи в контексте палеоиспанских надписей